# らぶ²ぱっく
『らぶ2ぱっく』（らぶらぶぱっく）は、由河朝巳による日本の漫画作品。週刊漫画サンデー増刊Comicキャンドール（実業之日本社）にて連載された。単行本は全1巻。全9話。

## あらすじ
生徒会長・日下部に言われ、大月沙奈を呼び出しにいった高山真太がその矢先に見たのは、なんと沙奈は男とセックスしていた…。

## 登場人物
高山真太（たかやま しんた）
本作の主人公（というよりは語り部・狂言回し）。沙奈とは幼馴染。
大月沙奈（おおつき さな）
本作のヒロイン。生徒会副会長。物語開始時点で16人の男とセックスしており、エッチが気持ちよくないとあらゆる手口で別れる、いわゆるビッチ。
日下部（くさかべ）
生徒会長。
ひなこ
日下部の彼女。
田村（たむら）
沙奈の17人目のセックスの相手。
村瀬（むらせ）
新生徒会員。

## 書籍
- 由河朝巳 『らぶ²ぱっく』実業之日本社〈マンサンコミックス〉、全1巻
  1. 2011年8月12日初版発行、2011年7月29日発売 ISBN 978-4-408-17331-3